# Csaba Böjte

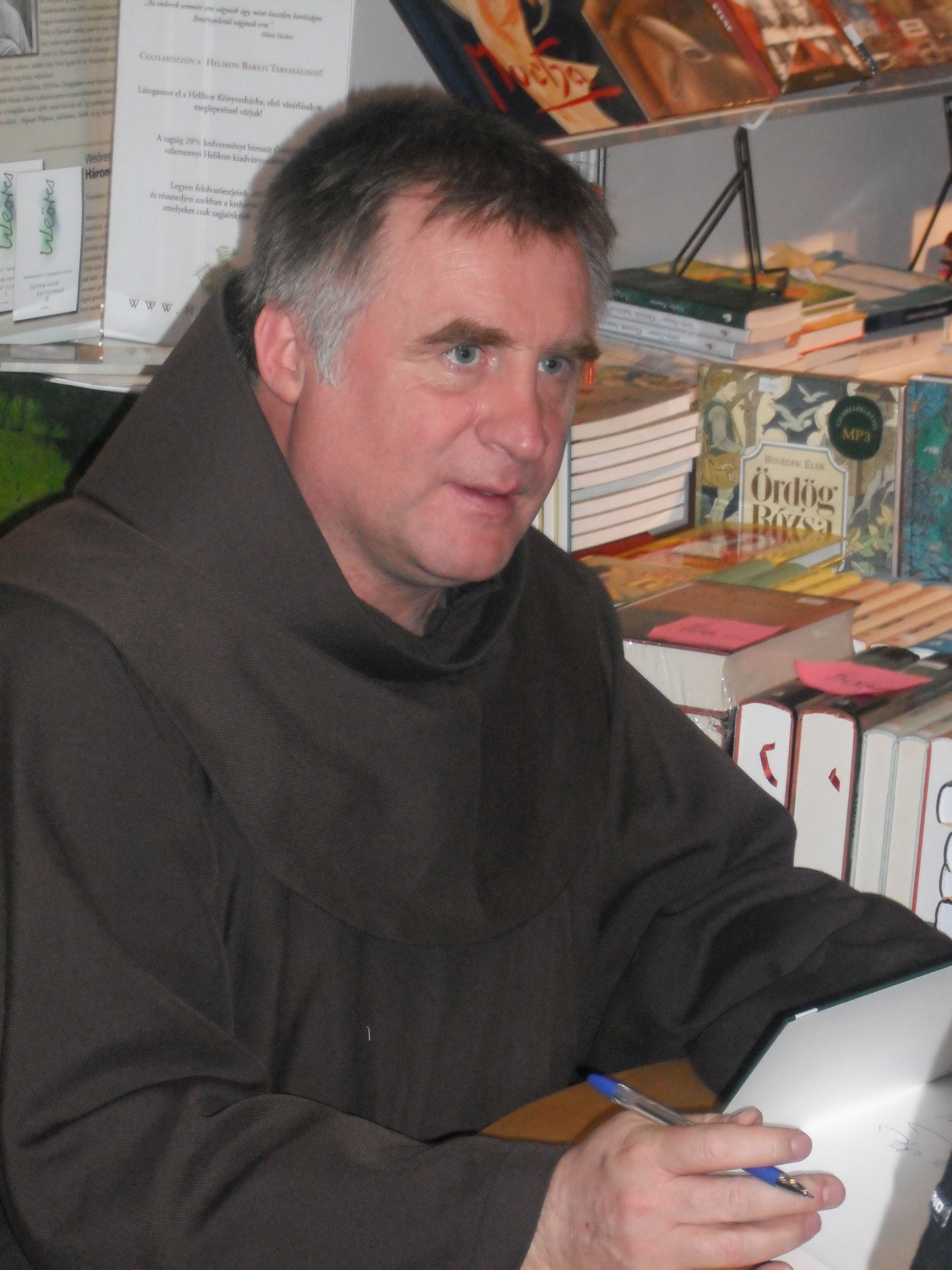
Csaba Böjte

Csaba Böjte, ung. Böjte Csaba, da in Ungarn der Familienname vor dem Individualnamen steht; Aussprache: ˈtʃɒbɒ ˈbøjtɛ, (* 24. Januar 1959 in Cluj, Kolozsvár, Siebenbürgen, Rumänien) ist ein ungarischsprachiger Franziskaner aus Rumänien, geistlicher Schriftsteller und Begründer der „Stiftung heiliger Franziskus“ in Deva.

## Biografie
Böjtes Vater war ein ungarischer Dichter, der unter dem national-kommunistischen Regime Nicolae Ceaușescus aus politischen Gründen zu sieben Jahren Gefängnis verurteilt wurde.
Um sich auf sein Leben als Priester vorzubereiten, arbeitete Csaba Böjte ein Jahr unter Tage in den Bergen von Harghita. Die Kommunisten hatten geistliche Orden in Rumänien zu dieser Zeit verboten, Böjte wurde aber 1982 heimlich von den Franziskanern in Csíksomlyó/Șumuleu Ciuc aufgenommen. Nach mehreren Jahren als Priester wurde er nach Deva (Rumänien) berufen, wo er 1992 die „Stiftung heiliger Franziskus“ gründete. Bestimmung der Stiftung ist die Rettung von und Fürsorge für in Rumänien lebende ungarische Straßenkinder und Waisen. Im Laufe der Zeit haben sich unter ihrem Namen etwa 40 soziale und religiöse humanitäre Institutionen aus Rumänien zusammengeschlossen und die Stiftung ist international bekannt.

## Bibliografie
- Böjte Csaba, Hiszek a szeretet végső győzelmében! („Letztlich wird die Liebe siegen!“), Budapest, Szt. Gellért Kiadó, 2005, (ungarisch)
- Böjte Csaba, Kevesebb pátoszt és több áldozatot! („Weniger Pathos, mehr Taten!“), Budapest, Szt. Gellért Kiadó, 2006, (ungarisch)
- A fénygyújtogató („Der Mensch, der das Licht bringt“). Böjte Csaba atyával beszélget Benkei Ildikó. Budapest, Kairosz, 2006, (ungarisch)
- Istennel a semmiből a végtelen felé („Mit Gott, aus dem Nichts bis in alle Ewigkeit“), Böjte Csabával beszélget Csengei Ágota, Budapest, Kairosz, 2006. (hu)
- Asztali beszélgetések 2 – A csendesség felé (Tischgespräche 2 – zum Frieden). Böjte Csaba és Roszík Ágnes disputája. Galambos Ádám (Hrsg.). Budapest,  Luther Kiadó, Budapest, 2008, (ungarisch)
- Böjte Csaba: Ablak a végtelenre – Csaba testvér gondolatai Istenről, vallásról („Fenster in die Ewigkeit. Bruder Csabas Gedanken über Gott, über Religion“), Budapest, Helikon Kiadó, 2009 (ungarisch)

## Filme über das Wirken Csaba Böjtes
- Csillagösvény 1 („Sternenpfad“), Dextramedia, 2004 (ungarisch, englisch, deutsch)
- Utazások egy szerzetessel („Reise mit einem Mönch“), Fekete Ildikó, 2005 (ungarisch)

## Auszeichnungen
- Der Preis Az Év embere („Persönlichkeit des Jahres“) der Zeitschrift Magyar Hírlap aus Budapest
- Der Aphelandra-Preis, 2005
- Preis der Stiftung Das Vorbild Pannon
- Der Preis A Haza Embere („Mensch des Vaterlandes“), 2008
- Kommandeur des Verdienstordens der Republik Ungarn 2010